# Маматов, Виктор Фёдорович
Ви́ктор Фёдорович Мама́тов (21 июля 1937, Белово, Западно-Сибирский край — 27 октября 2023, Москва) — советский биатлонист, двукратный олимпийский чемпион, четырёхкратный чемпион мира, тренер, спортивный функционер. Судья международной категории, кандидат педагогических наук, профессор.
Заслуженный мастер спорта СССР (1967). Заслуженный тренер СССР (1984).

## Биография
Выступал за «Локомотив» (Новосибирск).
Чемпион Олимпийских игр 1968 и 1972 в эстафете 4×7,5 км.
Знаменосец олимпийской команды СССР на зимней Олимпиаде 1968 года в Гренобле, при том, что не был на тот момент олимпийским чемпионом или прославленным спортсменом.
Своё участие на Олимпиаде-68 вспоминает так:
«Перед индивидуальной гонкой мне, как одному из фаворитов, разрешалось выбрать себе стартовый номер. Сильнейшие, как правило, стартуют среди последних, вот я и выбрал себе четвертую группу. Однако в день гонки зарядил небольшой дождь, который постепенно начал усиливаться. Первые 20 спортсменов стартовали по хорошей лыжне, а я ушёл только 58-м. Лыжи тех счастливчиков на спусках метров 400 катили сами. А когда пришел мой черед, лыжня превратилась в кашу, из которой был виден только носок ботинка. В итоге оказался лучшим в группе сильнейших, но лишь седьмым в общем зачёте. ».
Однако знаменосец Маматов стал олимпийским чемпионом в эстафете, которая проводилась на Олимпиадах впервые:
«Гонка держала всех в напряжении до самого последнего огневого рубежа, на котором Гундарцев отстрелял чисто, а норвежец Истед дважды промахнулся. Меня же поставили на третий этап — специально под Магнара Сольберга. Сказали, что он в прекрасной форме и что его норвежцы специально ставят на предпоследний этап с тем расчётом, чтобы сделать отрыв. Но в конечном счёте отрыв сделал я».
Окончил Новосибирский институт инженеров железнодорожного транспорта (1964) и Омский ГИФК (1974). Член КПСС с 1965 года.
Инструктор Спорткомитета СССР (1966—1973); старший тренер молодёжной сборной команды СССР (1973—1976); директор Новосибирского техникума физической культуры (1976—1981); старший тренер сборной команды СССР (1981—1985). Тренер сборной команды СССР на Олимпиаде-1984 в Сараево.
Начальник управления зимних видов спорта Госкомспорта СССР (1985—1987), заместитель Председателя Государственного комитета СССР по физической культуре и спорту (1987—1992). Президент Федерации биатлона СССР (1989—1992).
Руководитель спортивных делегаций на зимних олимпийских играх в Калгари (1988, СССР); в Альбервилле (1992, Объединённая команда); в Нагано (1998, Россия); в Солт-Лейк-Сити (2002, Россия), 1-й заместитель руководителя — в Лилехаммере (1994, Россия). Заслуженный тренер России.
Вице-президент Международной федерации биатлона (1993—1998). Первый вице-президент Международной федерации биатлона.
На 2010 год — Первый вице-президент Союза биатлонистов России, отвечает за работу с ветеранами спорта.
Руководитель рабочих групп ОКР «Нагано-1998» (1994—1998), «Солт-Лейк-Сити-2002» (1998—2002).
Профессор кафедры зимних видов спорта МГАФК. Автор учебного пособия «Методика подготовки молодых спортсменов высшей квалификации». Имеет авторское свидетельство «Электромеханические мишени для биатлона».
Депутат трёх созывов Новосибирского горисполкома. Руководитель постоянно действующей депутатской комиссии Новосибирского горисполкома (1978—1981).
Награждён двумя орденами Трудового Красного Знамени (03.03.1972; 15.06.1988), орденом Дружбы народов (1994), орденом «За заслуги перед Отечеством IV степени» (1999), медалями «За трудовое отличие» и «За трудовую доблесть», четырьмя юбилейными медалями. Исполком Международного Олимпийского Комитета наградил Маматова большой золотой медалью имени Пьера де Кубертена.
Награждён Почётным Знаком «За заслуги в развитии физической культуры и спорта» (1998). Почётный железнодорожник (1971).
Умер 27 октября 2023 года в возрасте 86 лет в геронтологическом центре «Люблино» в Москве. Похоронен на Троекуровском кладбище (уч. 21).

## Достижения
- Чемпион Олимпийских игр 1968 и 1972 в эстафете 4×7,5 км.
- Чемпион мира 1967 в гонке на 20 км, 1969—1971 в эстафете.
- Чемпион СССР 1968 в гонке и эстафете.

### Семья
Отец — Маматов Федор Федорович (1910—1942), участник Великой Отечественной войны, радиотехник. Мать — Маматова (Кирьякова) Евдокия Анисимовна (1909—1988), фельдшер.
Супруга — Маматова (Хозина) Зинаида Филипповна (1934—2022) — до выхода на пенсию — начальник отдела по эксплуатации жилищного фонда в системе МПС. Сыновья: Маматов Александр Викторович (1958 г. рожд.), Маматов Олег Викторович (1965 г. рожд.) Внуки: Антон (1984 г. рожд.), Фёдор (2000 г. рожд.). Внучки: Дарья (1992 г. рожд); Наталья (1992 г. рожд.); Виктория (1994 г. рожд.).